# クレオール化
クレオール化（クレオールか、英: creolization）とは、マルチニック生まれの詩人・作家・思想家のエドゥアール・グリッサンの打ち出したコンセプトであり、言語、文化などの様々な人間社会的な要素の混交現象。狭義には言語学でピジン言語がクレオール言語に変化していく過程を言う。

## クレオール化の歴史

### アンティル諸島のフランス植民地の変化
1. 本国に住んでいたフランス人が植民地に移住すると、本国を知らない子供が生まれてくる。彼らと本国で生まれた子供を区別して、植民地生まれの子供をクレオールと呼ぶようになる。
2. フランス人の征服や、持ち込んだ疫病により原住民が壊滅。そのため、新たな労働力としてアフリカから大量の黒人奴隷が連れてこられる。彼らの子供もまた、アフリカ育ちの奴隷と区別するため、クレオールと呼ばれる。
3. 農園での労働において、白人支配者と黒人奴隷との間、または黒人奴隷間の最低限のコミュニケーションのための言葉がクレオールと呼ばれるようになる。その子供たちはクレオール語を習得する。クレオール語は奴隷の言葉として差別される。
4. さらに植民地生まれのあらゆるもの、人、物、習慣、文化など、すべてがクレオールとよばれるようになる。
5. 19世紀半ばに奴隷制が廃止。アフリカからの労働力を期待できなくなる。そこでアジアの植民地（インド、中国、レバノン）から貧しい下層民が安価な労働力として連れてこられる。
6. さまざまな文化の混交→クレオール化

### マルティニークでの変化
1. 1946年カリブ海旧植民地の「海外県」としてのフランスの同化法案がフランス国民議会で採決される・・・フランスからの経済援助（戦争直後の経済的な危機）、本国と同様の労働者の権利の享受
2. 本国で植民地解放が叫ばれる。本国同様、人権の理念が植民地にも及ぶ。知識人の間だけでなく、一般市民レベルでもクレオール語の抑圧、フランス語崇拝が広まる。
3. しかし、同化は完全には起こらなかった。マルティニークへの対応は植民地主義を基調としたものであり続け、60年代には反植民地運動が起こる。独立論も高まる。1981年ミッテランの地方分権政策。マルティニークに自治権が与えられる。政治地位（自治、独立）の問題を先送りにして、経済発展と住民の意識の改革を優先
4. 現地産業の空洞化、経済的従属
5. 文化的同化現象[1]
6. クレオール語の回復→話し言葉から書き言葉へ。
7. 正書法の確立、辞書、大学の専門科目

## クレオール化の広がり
奴隷制植民地社会では、ヨーロッパ諸語が正統言語であり、クレオール語は奴隷の「粗野で崩れた方言」とみなされた。公用語であるヨーロッパ諸語能力は、良い仕事や権力・権威に関連する領域に参入するための前提だからである。その優位状況は現在も基本的には変化しておらず、また自分を「複数言語使用者」として認知する人々はまだ少数派である。
しかし、1970年代以降の地域ナショナリズムの高まりのなかで、フランス語系クレオール語を中心にクレオール語・クレオール文化復権運動が起こった。また言語学におけるピジン・クレオール研究が進展したことにより、クレオール語の言語としての自立性が広く認識されるようになったことも、クレオール語復権の動きに深くかかわっている。
クレオール語に対するヨーロッパ諸語の優位状況は基本的に変化していないが、今日ではどのような社会階層であろうと、クレオール語の価値、存在を全面否定するということは無くなった。クレオール文化復権運動というものは、クレオール語を認知することで多重言語状況を肯定し、それを正の遺産へ転化しようとするものである。これは、さまざまな言語に接触し、そこから新しい言語を創造するという体験を重ねてきたカリブ海の人々ならではの柔軟な思考に基づくものである。